# BMW R 1200-serie
De R 1200-serie is een serie motorfietsen van het merk BMW.

## Voorgeschiedenis
Begin jaren tachtig, na het verschijnen van de viercilinder-BMW K 100-serie, bleek dat de meer behoudende BMW klanten prijs stelden op het vasthouden aan luchtgekoelde boxermotoren. Daarom ontwikkelde BMW een nieuwe serie lucht/oliegekoelde boxers, die volgestopt waren met - voor die tijd - tamelijk spectaculaire nieuwe technieken. Dit was de R 1100-serie. De hele machine was feitelijk opgehangen aan de motor, een frame was nauwelijks aanwezig. De constructie was uitermate licht, het ontwerp vlot en vooral smal. De berijder zat zeer laag, achter een sterk oplopende tank bijna "in" de motor. Er was een uitgebreid ergonomiepakket aan boord. De voorwielophanging (telelever) was revolutionair en feitelijk, na veel experimenten met naaf- en fuseebesturing, de eerste geslaagde poging de stuur- en veerfuncties van de voorvork te scheiden, waardoor een automatisch anti-duik effect ontstond. De motor had in de cilinderkoppen geplaatste nokkenassen, die vanaf een tussenas onder de krukas werden aangedreven. Net als bij de viercilinders was brandstofinjectie toegepast. Het inmiddels ingeburgerde paralevermonoveringsysteem met de enkelvoudige wielophanging was al op oudere boxers toegepast, maar dankzij de driespaaks gietwielen kwam het systeem veel beter tot zijn recht. De machines werden al geleverd met een kofferset die met een eensleutelsysteem werkte, Integral ABS en handvatverwarming. Ook qua design scoorde de R 1100-serie hoge ogen, met name de zeer robuuste R 1100 GS. Het laatste model, de R 1100 S, kreeg al kenmerken van de in 1997 geïntroduceerde K 1200 RS, zoals nieuwe gietwielen en de rechtstreeks aan deze wielen bevestigde zwevende remschijven. Tijdens de productieperiode van de R 1100-serie werden al 1200cc-cruisers gebouwd, de R 1200 C-serie. Bij deze 1170cc-modellen was niet de boring vergroot, maar de slag. Toch werd de R 1100-serie opgevolgd door de R 1150-serie. Bij deze serie waren er niet veel uiterlijke verschillen met de voorgaande serie, maar er werden na verloop van tijd wel dubbele bougies (Twin Spark) toegepast. Ook deed het EVO-remsysteem met rembekrachtiging zijn intrede.

## R 1200-serie

### Motor
De R 1200-serie kwam in 2004 op de markt met de 1170cc-motor. Hij had luchtgekoelde cilinders, maar de cilinderkoppen kregen een zekere mate van oliekoeling, om te voorkomen dat de temperatuur rond de uit- en inlaatkanalen te hoog werd. Bovendien was een grotere oliekoeler toegepast. In elk van de cilinderkoppen zaten vier kleppen en een korte, door een ketting aangedreven nokkenas. De aandrijving ging via een tussenas die onder de krukas lag. Dit was nodig om de distributieverhouding (draaisnelheid krukas: nokkenas = 2:1) te realiseren. Dat vereist normaal gesproken een groot nokkenastandwiel, maar daar was binnen in de cilinderkoppen geen plaats voor. Er was voor het eerst door BMW een balansas toegepast. Deze zat binnen in de tussenas en draaide met het krukastoerental, maar tegengesteld. De balansgewichten zaten aan het uiteinden van de as, aan de voorkant in het aandrijftandwiel, aan de achterkant buiten het blok achter de koppeling. Ook de krukas was gewijzigd: de krukwangen waren dunner, waardoor de krukas stijver en korter kon worden. De brandstofinjectie werkte nu gescheiden per cilinder en daarom zat in beide uitlaatbochten een lambdasonde. Om het pingelen van de motor tegen te gaan was een extra "pingelsensor" toegepast, die de ontsteking en injectie direct aanpaste. Daardoor kon de compressieverhouding verhoogd worden. De nokkenassen zaten niet boven de kleppen, zodat toch nog korte stoters en tuimelaars nodig waren om de kleppen te bedienen. De in- en uitlaatkleppen waren groter geworden. De brandstofinjectie en de ontsteking werden aangestuurd door het nieuwe BMW Engine Management System. Het blok kon kort gebouwd worden door de dynamo, die vroeger aan de voorzijde van de krukas zat, boven op de motor te plaatsten, aangedreven door een riem. Ten opzichte van de R 1150-serie was de drukgestuurde klep in het uitlaatsysteem nieuw, Die maakte de doorlaat van de uitlaat bij hogere toerentallen groter, waardoor het geluid ook wat forser werd. Desondanks was het uitlaatsysteem veel lichter geworden. Vanaf 2010 begon BMW deze modellen uit te rusten met de DOHC-cilinderkoppen die van de HP2-serie stamden.

#### CAN-bussysteem
Het CAN-bus Single Wire System verving het grootste deel van de kabelboom. In feite liep er slechts één kabel die het hoofdcircuit van de motorfiets vormde. Deze enkele kabel stuurde het dashboard, de brandstofinjectie, de boordcomputer en het antiblokkeersysteem aan.

### Rijwielgedeelte
In het geheel was het rijwielgedeelte van de R 1200-serie veel lichter uitgevoerd dan de vorige series. De R 1200 GS was bijvoorbeeld 30 kg lichter dan zijn voorganger.

#### Gewichtsbesparing
De R 1200-serie was veel lichter geconstrueerd dan de voorgaande series. De aandrijflijn was lichter, maar ook het uitlaatsysteem (bij de R 1200 GS 6 kg), de kabelboom dankzij toepassing van het CAN-bussysteem (1,2 kg), de elektronica (3 kg), onder andere doordat de boordcomputer veel compacter was geworden en zekeringen niet meer toegepast waren. De versnellingsbak was 3 kg lichter geworden. Verder was gewicht gespaard op de motor, de accu, de telelevervork, de paraleverachterbrug en de tank.

#### Frame
Van een frame was eigenlijk geen sprake. Door de toepassing van het teleleversysteem hoefde er geen versterkt balhoofd te zijn, omdat de optredende krachten (spoorkrachten, remkracht en reactiekrachten bij het inveren) werden opgevangen door de triangel die in het motorblok scharnierde. Ook de onderste kroonplaat was vervallen. Er liepen enkele steunen van het motorblok naar het bovenste bevestigingspunt van het telelever, een centrale schokdemper veerde van daar uit de triangel af. Verder zat boven op het motorblok een subframe dat naar achter liep en daar het achterframe ging vormen, voor het bevestigen en dragen van het zitgedeelte, de uitlaat en de centrale schokdemper van het paraleverachterveersysteem. Bovendien waren, naar voorbeeld van de sequentiële versnellingsbakken in race-auto's, schakelmoffen in plaats van schuivende tandwielen gebruikt.

#### Aandrijflijn
De aandrijflijn was ten opzichte van andere BMW's niet veel veranderd, met uitzondering van de versnellingsbak. De R 1200-serie had een zesversnellingsbak en uiteraard cardanaandrijving. In de versnellingsbak waren schuine tandwielen toegepast, om het schakelen makkelijker te laten verlopen.

#### Wielen en wielophanging
De machines stonden op nieuwe tienspaaks gietwielen. Nieuw was dat de GS nu met gietwielen geleverd werd, terwijl de gebruikelijke kruisspaakwielen, die sterker waren dan gietwielen maar toch het gebruik van tubelessbanden mogelijk maakten, als optie gekocht konden worden. De GS Adventure werd alleen met spaakwielen geleverd. Uiteraard waren telelever en paralever toegepast, waarbij de veervoorspanning aan de achterkant met een simpele draaiknop instelbaar was. De uitgaande demping kon worden aangepast met een stelschroef. De paraleverachtervork was geheel vernieuwd: de reactiestang was boven de draagarm geplaatst en scharnierde aan de onderkant om een doorlopende steekas. Er was een enorm achterwiellager toegepast, waardoor er een grote, holle as toegepast werd. Deze holle as had een gunstig effect op de koeling van de haakse overbrenging. Uiteraard konden de machines optioneel van het Electronic Suspension Adjustment systeem worden voorzien.

#### Remmen
Het remsysteem was van Brembo en bestond uit twee zwevende remschijven vóór en één achter. Er werden gesinterde remblokken gebruikt, die vooral in natte omstandigheden voordelen bieden. "Teil Integral" ABS was als optie leverbaar en bij de R 1200 GS, vanwege eventueel gebruik als terreinmotor, uitschakelbaar. Bij dit Teil Integral bediende de handrem beide remmen, maar de voetrem werkte alleen op het achterwiel. Daarnaast kon het EVO-remsysteem worden besteld, dat de remmen aan elkaar koppelde en tevens elektrisch bekrachtigd was. Als het ABS werd aangeschaft werden ook een zwaardere dynamo en een zwaardere accu gemonteerd. Door problemen met het ABS en het EVO-remsysteem, die ook bij de nieuwe K 1200-serie optraden, werd in 2006 van toeleverancier gewisseld. Daarbij verviel de mogelijkheid het EVO-remsysteem te bestellen. Toen er daarna weer problemen optraden, werd in 2008 een terugroepactie georganiseerd, waarbij de remleidingen en de ABS-drukmodulator werden vervangen. Later werden ook de oudere modellen teruggeroepen.

### Uitrusting
Alle R 1200 modellen waren uitgerust met een ergonomiepakket, bestaande uit een in hoogte verstelbaar zadel en verstelbare stuurhelften, koppelings- en remhendels. Ook was het voor BMW typische systeem voor de richtingaanwijzers gebruikt, waarbij de linker richtingaanwijzer door een knop links op het stuur, de rechter door een knop rechts op het stuur werd ingeschakeld. Uitschakelen gebeurde via een derde schakelaar. De geregelde driewegkatalysator was standaard gemonteerd. Tegen meerprijs konden de machines worden uitgerust met een kofferset, een tanktas, alarmlichtschakelaar, diefstalalarm, handvatverwarming, valbeugels, boordcomputer, electronische instelling van veervoorspanning en demping (ESA), automatische stabiliteits controle (ASC) en Integral ABS. De kofferset kon alleen ge(de)monteerd worden met behulp van de contactsleutel, om diefstal tegen te gaan, een eensleutelsysteem dus. Er was geen ontsierend kofferrek gebruikt, maar een "onzichtbare" beugel met ophangnokken. De handgrepen lagen bij gemonteerde koffers onzichtbaar verzonken.

### R 1200 GS
De R 1200 GS kwam in maart 2004 op de markt. Hij had net als de voorgaande GS-en een dubbel voorspatbord: een klein, nauwelijks zichtbaar plastic spatbordje, en daar boven een enorm snavelvormig exemplaar in de kleur van de motor. Dit spatbord vormde aan de bovenkant een soort windvanger voor de oliekoeler. Heel opvallend was de asymmetrische dubbele koplamp. De onderste teleleverdraagarm liep goed zichtbaar naar het motorblok, onder de 20 litertank door. Het stuur was "kippentkoppelt", het gaf de bewegingen van de telelevervork niet door aan de bestuurder, door toepassing van een kogelkoppeling in de kroonplaat. De GS had een klein plastic kapje over het achterwiel, om het achterspatbord te vervangen. De cockpit bestond uit een grote ruit, die in vijf standen instelbaar was. Ondanks de lange veerwegen was de zithoogte toch binnen de perken gebleven, en het zadel was ook nog eens in hoogte verstelbaar. Ter vergroting van de bagagecapaciteit was een kofferset leverbaar, waarvan de koffers in de breedte versteld konden worden om ze aan te passen aan de benodigde bagagecapaciteit. Het achterste (duo) gedeelte van het zadel kon ook verwijderd worden, waarna een extra bagagerek beschikbaar werd. Hieronder zat een zeer netjes opgeborgen set boordgereedschap. De veervoorspanning achter kon zonder gereedschap met een draaiknop ingesteld worden. De veervoorspanning vóór kon met een haaksleutel aangepast worden. De GS was uitgerust met gietwielen, maar kon optioneel met de kruisspaakwielen worden uitgerust. Omdat een terreinrijder af en toe juist graag wíl dat het achterwiel blokkeert, was het ABS op de GS uitschakelbaar. De R 1200 GS kon indien nodig ook op 91 RON benzine rijden. De R 1200 GS was dertig kg lichter dan zijn voorganger, onder andere door drastische gewichtsbesparing in het uitlaatsysteem, de aandrijflijn, het frame, de telelevervork, de tank, de accu en de bedrading. Net als zijn voorgangers bleek de R 1200 GS een uitstekende toermachine, met minder kwaliteiten in het zand. De R 1200 GS kreeg in 2010 de DOHC motor uit de HP2 Sport. De modellen van vóór 2007 moesten nog eens teruggeroepen worden om de handkappen te laten vervangen. Deze konden een plotselinge bediening van de remmen veroorzaken.

#### Revisie 2008
Bij een opwaardering in 2008 kreeg de GS de - tot dat moment optionele - kruisspaakwielen standaard. Verder kwamen er roestvrijstalen tankspoilers en een ledachterlicht. Het motorblok werd vervangen door dat van de R 1200 R, waardoor de compressieverhouding hoger werd. Het maximum toerental werd hoger, en daarmee ook het motorvermogen, dat 5 pk hoger werd. Verder kreeg de machine een opnieuw ontworpen versnellingsbak, een verstelbaar stuur, een dikker zadel, de wielbasis werd kleiner (van 1.519 naar 1.507 mm), de balhoofdhoek werd steiler en de naloop korter en het totale rijklare gewicht steeg van 225 naar 229 kg.

### R 1200 RT
De R 1200 RT werd in december 2004 in Bologna gepresenteerd en kwam in het voorjaar van 2005 op de markt. Met zijn 110pk-motor was het een snelle toermotor, die dankzij de hoge compressieverhouding ook een behoorlijk sterk remmend vermogen op de motor had. Ten opzichte van de R 1200 GS had de motor een ander uitlaatsysteem, andere inlaatspruitstukken, andere nokkenassen en hogere zuigers gekregen. De machine was uiteraard uitgerust met een grote toerkuip met elektrisch verstelbare ruit. Het "Teil Integral ABS" (zie: Integral ABS) was standaard gemonteerd. Dankzij het lage brandstofverbruik en de 27 literbrandstoftank had de machine een mogelijke actieradius van 500 kilometer. Het Electronic Suspension Adjustment maakte het mogelijk de veervoorspanning de demping in negen verschillende standen in te stellen.
In tegenstelling tot de R 1150 RT had de R 1200 RT geen overdrive, maar een normale zesde versnelling. Hij was 20 kg lichter dan zijn voorganger. Technisch is de RT vrijwel identiek aan de sporttoerer R 1200 ST. Af fabriek was de R 1200 RT uitgerust met ABS, gegoten lichtmetalen velgen, elektronische startblokkering, in hoogte verstelbare koplampunit, 12 voltaansluiting en alarmknipperlichten. Ook de elektrisch in hoogte verstelbare voorruit is standaard, evenals de in kleur gespoten zijkoffers en de tweedelige buddyseat (waarvan het bestuurdersdeel in hoogte verstelbaar was). De R 1200 RT werd geleverd in Piemontrot, Granitgrau of Darkgraphit, waarbij gekozen kon worden tussen zwarte of grijze motorspoiler en grijze of zwarte buddyseat. Op de tank zaten standaard de bevestigingsrails voor de (optionele) tanktas. Als optie waren leverbaar: verchroomde uitlaatbochten, Electronic Suspension Adjustment, een oliepeilmeter, buddyverwarming, handvatverwarming, cruisecontrol, een boordcomputer, een radio met cd-speler, radiovoorbereiding met luidsprekers, een diefstalalarmsysteem met afstandsbediening, een tweede 12 voltaansluiting, witte knipperlichten, tractiecontrole, een tanktas van 13 liter die tot 19 liter vergroot kon worden, een topkoffer, een rugleuning voor de topkoffer, valbescherming voor de koffers, de BMW Motorrad Navigator II (navigatiesysteem), een verlaagd zadel en Tire Pressure Control.

#### Revisie 2010
In 2010 kreeg de R 1200 RT een facelift. Het uiterlijk werd op een aantal punten aangepast. Met name de kuip, de ruit en de motorspoiler kregen enkele detailwijzigingen. De cilinderkoppen van het blok werden voorzien van bovenliggende nokkenassen, een techniek die van de HP2 Sport stamde. In de uitlaat kreeg de BMW een elektronisch bediende klep. Deze werd gebruikt om het geluid wat krachtiger te laten klinken. Ook had het 2010-model de vernieuwde ESA gekregen. Daarbij bleef de rijhoogte bij de diverse instellingen ongewijzigd. Het voor BMW unieke richting aanwijs systeem werd vervangen door de 'standaard' richting aanwijs knop op het stuur links. Ook de in het handvat ingebouwde reservoirs voor rem en koppeling vloestof werden vervangen door op het stuur staande 'potjes'. Ook werd het storingsgevoelige meetlint voor de benzinemeter vervangen door een vlotter.

### R 1200 ST
De R 1200 ST werd in 2005 gepresenteerd als de opvolger van de R 1150 RS. De naam S(port) T(ouring) dekte de lading (sporttoerer) volledig. De machine kreeg een tophalf stroomlijnkuip, waarin het dashboard met het stuur meedraaide. In het dashboard zat een analoge snelheidsmeter, een analoge toerenteller en een lcd-schermpje waarin het brandstofverbruik (inclusief de nog te rijden kilometers), de motortemperatuur, een versnellingsindicator en diverse (storings)signaleringen werden weergegeven. Er was een verstelbare ruit toegepast en de stuurhelften werden als verstelbare clip-ons op de vorkpoten gemonteerd. Hiermee kon het stuur naar een lage sportieve of juist iets hogere toerpositie worden versteld. Het zadel was in hoogte verstelbaar en er was ook een lager zadel leverbaar. In de kuip was ook een zeshoekige dubbele koplamp prominent aanwezig. Juist deze koplamp was erg controversieel en werd in het algemeen niet beschouwd als het beste ontwerp dat BMW ooit gemaakt had. Technisch was de machine identiek aan de RT. De nieuwe K 1200-serie bevatte weliswaar een sporttoerer (de K 1200S), maar die was meer op het sportieve gericht. Als meer toeristische versie was de R 1200 ST heel geschikt. Toch viel de verkoop tegen en in 2007 werd het model zelfs uit productie genomen.

### R 1200 S
Van 2006 tot 2008 produceerde BMW dit sportmodel, dat een sterkere motor had dan de rest van de R 1200-serie. De R 1200 S volgde de R 1100 S op, die lang in productie was gebleven omdat hij in de R 1150-serie geen opvolger had. Motorisch was de 1200cc-motor ten opzichte van de andere modellen flink gewijzigd, met hogere zuigers, waardoor de compressieverhouding op 12,5: 1 kwam, een aangepaste cilinderkop en andere drijfstangen. De kleplift was groter, maar door de toepassing van sterkere klepveren kon het blok hogere toerentallen draaien. Het inlaattraject was ruimer en de luchtinlaten waren groter en de 47mm-gasklephuizen waren vervangen door 52mm-exemplaren. Net als bij de R 1100 S kreeg deze motor meer "frame", een vakwerkframe waarin het blok nog steeds een dragend element was. De R 1200 S was 13 kg lichter dan zijn voorganger. De twee afzonderlijke seatpipes waren vervangen door een grote demper, eveneens onder het zadel. Als optie konden een Öhlins schokdemper en een zeer licht (1,5 kg) en uitschakelbaar antiblokkeersysteem worden aangeschaft. De telelevervoorvork was ook gewijzigd en had dikkere (41 mm) vorkpoten en een sterkere veer met een korte (110 mm) veerweg. Voor- en achterrem waren niet aan elkaar gekoppeld en er was dus ook geen rembekrachtiging leverbaar. De zeer sportieve R 1200 S had het moeilijk, enerzijds omdat de concurrentie in de sportmotor categorie heel groot was, maar ook omdat in eigen huis de HP2 Sport werd geproduceerd, na het succesvolle optreden van de R 1200 S SportBoxer in een aantal enduranceraces in 2007. De R 1200 S werd zelfs in de fabrieks-racekleuren van deze SportBoxer geleverd.

### R 1200 GS Adventure
De R 1200 GS Adventure loste de R 1150 GS Adventure in 2006 af. Net als de R 1200 GS was de Adventure veel lichter geconstrueerd dan zijn voorganger. De 33 litertank was nu standaard voorzien. Met uitzondering van de langere veerwegen en de standaard gemonteerde kruisspaakwielen was de Adventure technisch gelijk aan de GS, maar wel voorzien van extra verlichting, valbeugels en de grote aluminium kofferset.

### R 1200 R
R 1200 R was de opvolger van de R 1150 R en kwam in 2006 op de markt. De motor was met 109 pk en 115 Nm iets toeristischer getuned dan de rest van de serie. De machine was uitgerust met het ESA systeem en kon optioneel van ABS en tractiecontrole voorzien worden. De R 1150 R Rockster kreeg geen opvolger, mogelijk om dat de K 1200 R werd gezien als de nieuwe "ruige" roadster.

#### Revisie 2011
In 2011 kreeg de R 1200 R net als eerder de GS en de RT de DOHC-cilinderkoppen die van de HP2-serie stamden. Verder werd de cockpit vernieuwd en de aluminium stuurhelften werden vervangen door een buisstuur. Het maximum toerental werd hoger (van 8.000 naar 8.500 tpm), het vermogen steeg met slechts één kW naar 81 en het koppel ging van 115 naar 119 Nm bij 6.000 tpm. Er werden grotere kleppen gebruikt en ook de elektrisch aangestuurde klep in het uitlaatsysteem werd gemonteerd. De telelever-vorkpoten groeiden van 35 naar 41 mm voor meer stabiliteit en stijfheid.

### R 1200 S SportBoxer
In 2007 nam BMW deel aan de 24 uur van Le Mans met deze 1200cc-machine. Vanwege de homologatie moest men starten in de open klasse. In het totaalklassement was de machine uiteraard kansloos tegen de Japanse viercilinders, maar desondanks werd een 16e plaats behaald. De Open Klasse werd gewonnen. De coureurs waren Stéphane Mertens, Thomas Hinterreiter en Marcus Barth (die eigenlijk reseverijder was, maar vanwege een blessure van Rico Penzkofer mocht starten). In de Bol d'Or werd een 23e plaats behaald.
Van de machine is niet veel bekend, maar mogelijk was hier al (een deel van) de latere "High Performance"-techniek toegepast die later in de HP2-serie terug zou komen. De machine was ten opzichte van de normale R 1200 S 20 mm hoger gezet, vanwege de noodzakelijke grondspeling, waardoor hij ook wel wat topzwaar was geworden. Er was een Öhlins achterdemper gemonteerd. De versnellingspook was van een quickshifter voorzien, een elektronisch systeem waarmee geschakeld kan worden zonder het gas dicht te draaien of de koppeling te gebruiken. Van de R 1200 S werd een "Le Mans" versie geproduceerd, met de BMW racekleuren wit-blauw-rood met een donkerblauwe voorvelg en een witte achtervelg. In 2008 werd aan het WK Endurance deelgenomen met enkele HP2 Sport machines.

### R 1200 GS Explorer
De R 1200 GS Explorer was een actiemodel dat in 2007 op de markt kwam. Voor € 15.745,= werd de machine afgeleverd met de hogere ruit van de R 1200 GS Adventure, een verbreed "snavel"spatbord, een set valbeugels en een Akrapovic uitlaat.

### Lo Rider
In 2008 presenteerde BMW tijdens de EICMA motorshow in Milaan in 2008 een studiemodel waarvan het ontwerp geheel afhankelijk moest zijn van de wensen van de klant. De klant moest zelfs actief "mee-ontwerpen". De machine was weliswaar voorzien van de 1200cc-boxermotor uit de R 1200-serie, en had ook het paraleverachterveringsysteem, maar aan de voorkant was een Upside Down voorvork gemonteerd. Verder was de machine verlaagd en had - volgens het BMW persbericht - kenmerken van moderne zowel als klassieke motoren. Tot de klassieke aspecten behoorden zeker de spaakwielen met zwarte naven, terwijl de zeszuiger remklauwen en de UPSD voorvork juist heel modern waren. De machine zou het beste als "roadster" kunnen worden aangeduid, maar door bijvoorbeeld te kiezen voor hoog geplaatste uitlaten kon hij ook het uiterlijk van een streetfighter of zelfs een scrambler krijgen. Een aantal stijlelementen stonden de klant ter beschikking, zoals naar keuze een hoog of laag geplaatst uitlaatsysteem, naar keuze een eenpersoons- of een tweepersoonszadel en/of een aluminium sissy bar, klassiek ogende of 'streetfighter' koplampbehuizing, een brandstoftank met of zonder aluminium afwerking, vier lakkleuren voor de brandstoftank, voor- en achterspatbord met zwarte dan wel chromen afwerking.

### R 1200 GS Special Edition
Deze Special Edition werd in 2009 uitgebracht ter gelegenheid van de productie van de 500.000e GS én het 15-jarig bestaan van de 4-kleps GS. Het was geen machine die als zodanig in de winkel stond, maar klanten konden hun GS is deze uitvoering bestellen. Ze kregen dan een unieke lakkleur (Alpin Weiss), zwarte kruisspaakwielen, een grijs/zwarte buddyseat zoals die op de Adventure zat, aluminium cilinderkopbeschermers, een getint windscherm, een zwarte "snavelverbreder" en oliekoelspoiler, ook van de Adventure.

### R 1200 GS 30 Years GS Edition
In 2010 was er weer wat te vieren: De GS bestond 30 jaar. Daarom werd er weer een speciale editie uitgebracht, die intussen net als elke R 1200 GS de DOHC motor had gekregen. Ook deze machine had als hoofdkleur Alpin Weiss, maar had als herinnering aan de allereerste R 80 G/S rode en blauwe accenten en een rode buddyseat. Dit model kreeg zwarte kruisspaakwielen, een getint windscherm, handbeschermers en het opschrift "30 Years GS".

### R 1200 GS Triple Black
De R 1200 GS Triple Black kwam in 2011 op de markt. Hij werd geleverd met zwarte velgen en Sapphir Schwarz Metallic lak. Als contrast waren het frame, de achterbrug en de cilinderkoppen grijsgekleurd.

### R 1200 R Classic
De R 1200 R Classic verscheen in 2011 en week van de "opgewaardeerde" R 1200 R af door de zwarte kleur en witte biezen. Dit waren van oudsher de BMW-kleuren, hoewel de biezen bij dit model wel anders waren aangebracht: in de vorm van brede lijnen over de bovenkant van het voorspatbord en de tank. Om het klassieke uiterlijk te benadrukken waren spaakwielen toegepast.

### R 1200 GS Rallye
Tijdens de EICMA motorshow in Milaan van november 2011 presenteerde BMW de R 1200 GS Rallye. Hoewel de meeste vernieuwingen slechts optisch waren, zoals de BMW Motorsport kleuren, het rode subframe en het zwart gespoten motorblok, was ook een speciale versie van het Electronic Suspension Adjustment, "Enduro ESA" toegevoegd. De machine had kruisspaakwielen, handvatverwarming, een bevestiging voor een topkoffer en een uitgebreide boordcomputer.

### R 1200 GS Legend Edition
Halverwege 2012 presenteerde BMW de Legend Edition, een versie van de R 1200 GS waarbij een groot aantal accessoires standaard gemonteerd waren. Het betrof Tire Pressure Control, Automatic Stability Control en een alarmsysteem. Tegen gereduceerde prijzen kon de lijst worden aangevuld met handvatverwarming, handkappen, een boordcomputer, Enduro ESA en kofferdragers.

## Technische gegevens
|                    | R 1200 GS                                                                                                  | R 1200 RT                                 | R 1200 ST                                 | R 1200 S                               | R 1200 GS Adventure                                                                                        | R 1200 R                                  | R 1200 S SportBoxer                    | R 1200 GS Explorer                        | Lo Rider                                    | R 1200 GS Special Edition                 | R 1200 GS 30 Years GS Edition             | R 1200 GS Rallye                          | R 1200 GS Legend Edition                  |
| ------------------ | --- | ----------------------------------------- | ----------------------------------------- | -------------------------------------- | --- | ----------------------------------------- | -------------------------------------- | ----------------------------------------- | ------------------------------------------- | ----------------------------------------- | ----------------------------------------- | ----------------------------------------- | ----------------------------------------- |
| Periode            | 2004- | 2005-                                     | 2005-2007                                 | 2006-2008                              | 2006- | 2006-                                     | 2007                                   | 2007                                      | 2008                                        | 2009                                      | 2010                                      | 2012-                                     | 2012                                      |
| Categorie          | allroad | toermotor                                 | sporttoerer                               | sportmotor                             | adventure bike                                                                                             | roadster                                  | fabrieks-enduranceracer                | allroad                                   | studiemodel                                 | allroad                                   | allroad                                   | allroad                                   | allroad                                   |
| Motortype          | kopklepmotor vanaf 2010: DOHC                                                                              | kopklepmotor                              | kopklepmotor                              | kopklepmotor                           | kopklepmotor                                                                                               | kopklepmotor                              | kopklepmotor                           | kopklepmotor                              | kopklepmotor                                | kopklepmotor                              | DOHC                                      | DOHC                                      | DOHC                                      |
| Bouwwijze          | langsgeplaatste tweecilinderboxermotor                                                                     | langsgeplaatste tweecilinderboxermotor    | langsgeplaatste tweecilinderboxermotor    | langsgeplaatste tweecilinderboxermotor | langsgeplaatste tweecilinderboxermotor                                                                     | langsgeplaatste tweecilinderboxermotor    | langsgeplaatste tweecilinderboxermotor | langsgeplaatste tweecilinderboxermotor    | langsgeplaatste tweecilinderboxermotor      | langsgeplaatste tweecilinderboxermotor    | langsgeplaatste tweecilinderboxermotor    | langsgeplaatste tweecilinderboxermotor    | langsgeplaatste tweecilinderboxermotor    |
| Boring             | 101 mm | 101 mm                                    | 101 mm                                    | 101 mm                                 | 101 mm | 101 mm                                    | 101 mm                                 | 101 mm                                    | 101 mm                                      | 101 mm                                    | 101 mm                                    | 101 mm                                    | 101 mm                                    |
| Slag               | 73 mm | 73 mm                                     | 73 mm                                     | 73 mm                                  | 73 mm | 73 mm                                     | 73 mm                                  | 73 mm                                     | 73 mm                                       | 73 mm                                     | 73 mm                                     | 73 mm                                     | 73 mm                                     |
| Cilinderinhoud     | 1.170 cc                                                                                                   | 1.170 cc                                  | 1.170 cc                                  | 1.170 cc                               | 1.170 cc                                                                                                   | 1.170 cc                                  | 1.170 cc                               | 1.170 cc                                  | 1.170 cc                                    | 1.170 cc                                  | 1.170 cc                                  | 1.170 cc                                  | 1.170 cc                                  |
| Max. vermogen      | 73,5 kW/100 pk bij 7.500 tpm vanaf 2008: 77 kW/105 pk bij 7.000 tpm vanaf 2010: 81 kW/110 pk bij 7.750 tpm | 81 kW/110 pk bij 7.500 tpm                | 81 kW/110 pk bij 7.500 tpm                | 90 kW/122 pk Bij 8.250 tpm             | 73,5 kW/100 pk bij 7.500 tpm vanaf 2008: 77 kW/105 pk bij 7.000 tpm vanaf 2010: 81 kW/110 pk bij 7.750 tpm | 80 kW/109 pk bij 7.500 tpm                | 103 Nm/140 pk                          | 73,5 kW/100 pk bij 7.500 tpm              | (waarschijnlijk) 80 kW/109 pk bij 7.500 tpm | 77 kW/105 pk bij 7.000 tpm                | 81 kW/110 pk bij 7.750 tpm                | 81 kW/110 pk bij 7.750 tpm                | 81 kW/110 pk bij 7.750 tpm                |
| Max. koppel        | 115 Nm bij 5.750 tpm vanaf 2010: 120 Nm bij 6.000 tpm                                                      | 120 Nm bij 6.000 tpm                      | 115 Nm bij 6.000 tpm                      | 112 Nm Bij 6.800 tpm                   | 115 Nm bij 5.750 tpm                                                                                       | 115 Nm bij 6.000 tpm                      | onbekend                               | 115 Nm bij 5.750 tpm                      | (waarschijnlijk) 115 Nm bij 6.000 tpm       | 115 Nm bij 5.750 tpm                      | 120 Nm bij 6.000 tpm                      | 120 Nm bij 6.000 tpm                      | 120 Nm bij 6.000 tpm                      |
| Topsnelheid        | 208 km/h                                                                                                   | 223 km/h                                  | 235 km/h                                  | 243 km/h                               | onbekend                                                                                                   | 218 km/h                                  | onbekend                               | 208 km/h                                  | onbekend                                    | onbekend                                  | onbekend                                  | onbekend                                  | onbekend                                  |
| Aandrijving        | cardanaandrijving                                                                                          | cardanaandrijving                         | cardanaandrijving                         | cardanaandrijving                      | cardanaandrijving                                                                                          | cardanaandrijving                         | cardanaandrijving                      | cardanaandrijving                         | cardanaandrijving                           | cardanaandrijving                         | cardanaandrijving                         | cardanaandrijving                         | cardanaandrijving                         |
| Rijwielgedeelte    | tweedelig buisframe met dragend motorblok                                                                  | tweedelig buisframe met dragend motorblok | tweedelig buisframe met dragend motorblok | vakwerkframe met dragend motorblok     | tweedelig buisframe met dragend motorblok                                                                  | tweedelig buisframe met dragend motorblok | vakwerkframe met dragend motorblok     | tweedelig buisframe met dragend motorblok | brugframe met dragend motorblok             | tweedelig buisframe met dragend motorblok | tweedelig buisframe met dragend motorblok | tweedelig buisframe met dragend motorblok | tweedelig buisframe met dragend motorblok |
| Drooggewicht       | 203 kg | 229 kg                                    | 205 kg                                    | 195 kg                                 | 223 kg | 198 kg                                    | onbekend                               | onbekend                                  | onbekend                                    | onbekend                                  | 203 kg                                    | onbekend                                  | onbekend                                  |
| Rijklaar gewicht   | 225 kg vanaf 2008: 229 kg                                                                                  | 259 kg                                    | 229 kg                                    | 213 kg                                 | 256 kg | 223 kg                                    | 196 kg                                 | onbekend                                  | onbekend                                    | onbekend                                  | 229 kg                                    | onbekend                                  | onbekend                                  |
| Max. totaalgewicht | 435 kg | 495 kg                                    | 460 kg                                    | 410 kg                                 | 475 kg | 450 kg                                    | N.v.t.                                 | 435 kg                                    | onbekend                                    | 440 kg                                    | 440 kg                                    | onbekend                                  | onbekend                                  |
| Tankinhoud         | 20 liter                                                                                                   | 27 liter                                  | 21 liter                                  | 17 liter                               | 33 liter                                                                                                   | 18 liter                                  | onbekend                               | 20 liter                                  | onbekend                                    | 20 liter                                  | 20 liter                                  | 20 liter                                  | 20 liter                                  |
| Voorganger         | R 1150 GS                                                                                                  | R 1150 RT                                 | R 1150 RS                                 | R 1100 S                               | R 1150 GS Adventure                                                                                        | R 1150 R                                  | R 1100 S BoxerCup racer                | geen                                      | geen                                        | geen                                      | geen                                      | geen                                      | geen                                      |
| Opvolger           | R 1250 GS                                                                                                  |                                           | R 1200 RS                                 | HP2 Sport                              | |                                           | HP2 Sport Enduranceracer               | geen                                      |                                             |                                           |                                           |                                           |                                           |